# Marie-Anne Collot
Marie-Anne Collot  (París, 1748-Nancy, 1821) fue una escultora francesa. Alumna y ahijada de Étienne-Maurice Falconet, tuvo notoriedad como retratista, ligada a los círculos filosóficos y artísticos de Diderot y de Catalina II de Rusia.

## Vida y obras

### Alumna de Falconet
Marie-Anne Collot entró a los 15 años, en París, como modelo para el escultor Jean-Baptiste Lemoyne,  que tuvo una influencia decisiva en su carrera como retratista, y después en el de Étienne Falconet próximo a Diderot; se convirtió en alumna y amiga leal del escultor. Su hermano menor, entró a trabajar como aprendiz de la librería de André Le Breton, que fue el impresor de la Enciclopedia.
Las primeras obras de Marie-Anne Collot son bustos de terracota de amigos de Falconet: Diderot, el actor Preville (fr) en el papel de Sganarelle (fr) o el príncipe Dimitri Alexeievich Galitzine(fr), embajador de Rusia; muchos de estos bustos se han perdido. La identificación de los bustos de Grimm y Damilaville se basa en una interpretación errónea de una carta de Diderot: es autora, de hecho, de dos bustos de terracota de Diderot, uno para Grimm , el otro para Damilaville, ambos amigos de la escultora. Todo el mundo reconoce, por tanto su talento, la honestidad y la vivacidad de su espíritu.

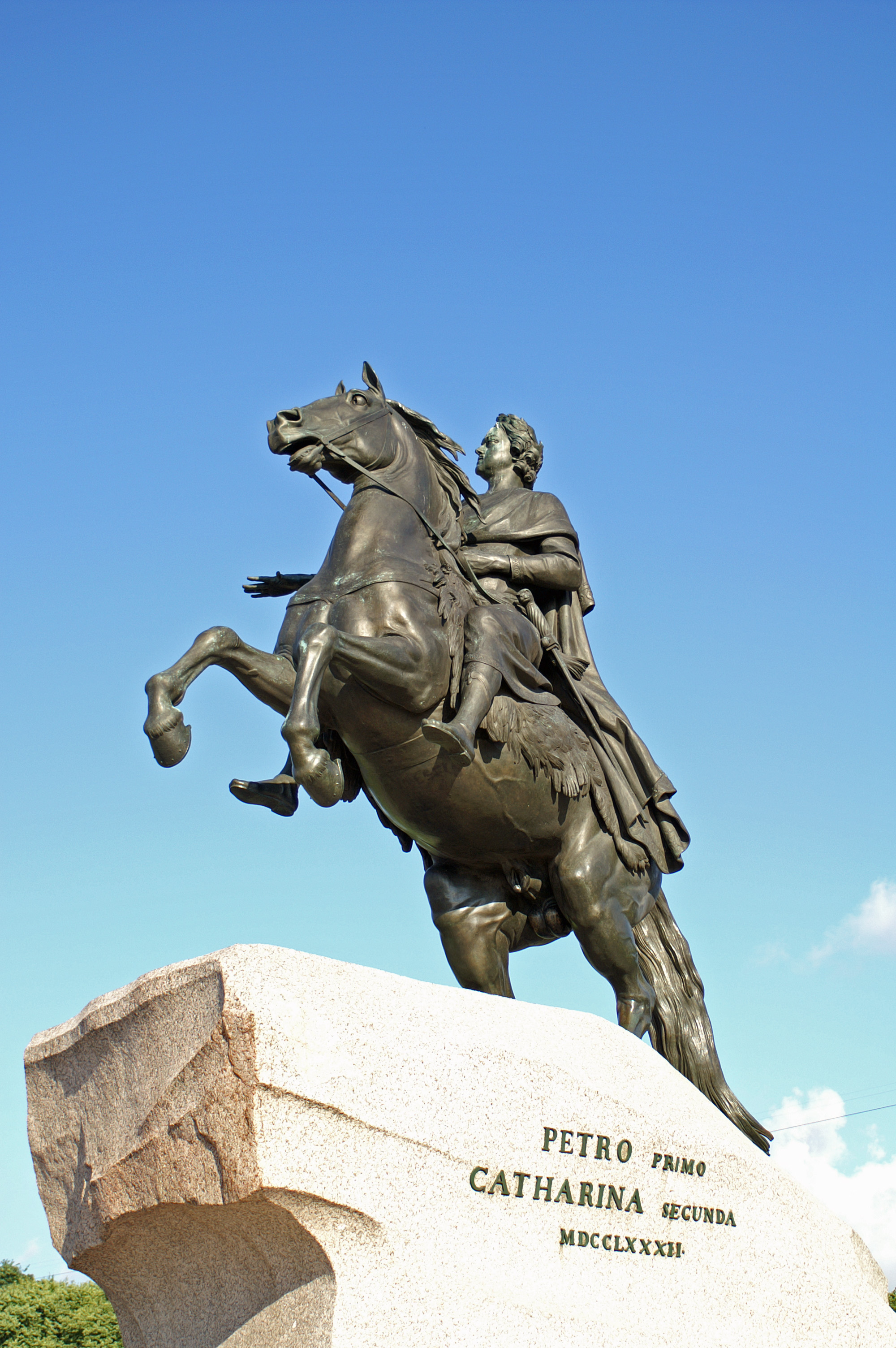
Estatua ecuestre de Pedro I de Rusia, llamada « El Caballero de bronce », en San Petersburgo.

### Viaje a Rusia (1766-1778)
En octubre de 1766, acompañó a Falconet a San Petersburgo, donde había sido invitado el escultor por Catalina II de Rusia, con el fin de realizar una estatua ecuestre de Pedro I de Rusia.
Se dedicó ella entonces a retratar a los miembros de la corte rusa: se quedaron entusiasmados con el talento de una escultora (no se recordaba allí un hecho parecido) con el sorprendente dato de no contar más de 18 años. En diciembre de ese mismo año, presentó su trabajo en la Academia Imperial de Bellas Artes, donde fue elegida el 20 de enero de 1767.
La joven fue remunerada con una confortable pensión, para ella una fortuna.

#### Los bustos de mármol
Asimismo, a petición de Catalina II, modeló un retrato de Falconet, en la actualidad conservado en el Museo de Bellas Artes de Nancy (fr), y también en 1772, un busto magistral de Diderot, a la vista del cual, según dicen, Falconet rompió el que él mismo había hecho del filósofo: en la actualidad conservado en el Museo del Hermitage en San Petersburgo.
Posteriormente vinieron los bustos de Enrique IV de Francia, de Maximilien de Béthune, de Voltaire, puede que el de Jean le Rond d'Alembert (¿perdido?) y varios de la Emperatriz en persona, el Gran Duque Pablo y la Gran Duquesa Natalia y medallones de mármol de personajes históricos o presentes de la Corte: Pedro I de Rusia, la emperatriz Isabel y Lady Cathcart, esposa del embajador de Inglaterra; también hizo un magnífico busto de su hija Marie.

#### La cabeza de Pedro el Grande
Falconet confió a su protegida, tan buena para los retratos, la difícil tarea de hacer la cabeza de Pedro el Grande para la estatua llamada "El Caballero de Bronce" en San Petersburgo. Ella se documentó con profundidad y luego presentó un proyecto que a todos llenó de satisfacción.

### Matrimonio y vuelta a Francia
Se casó en 1777 en San Petersburgo, con el pintor Pierre-Etienne Falconet, hijo del escultor. De esta unión nació una hija. El matrimonio fue un fracaso, se sabe que Marie-Anne presentó una queja formal contra el marido por crueldad con ella. La Señora de Falconet regresó a Francia en 1778, con su bebé.

## Residencia en Holanda
En 1782, fue acogida en Holanda por su amiga la Princesa Galitzine, ejecutando los bustos de mármol del príncipe Guillermo de Orange y de su esposa, la princesa Guillermina de Prusia.

## Jubilación anticipada
Tras renunciar permanentemente a la escultura, se dedicó a la educación de su hija y al cuidado de su suegro y maestro, gravemente enfermo hasta 1791, cuando murió.
La Revolución francesa convulsionó todo este mundo de artistas, escritores y filósofos. Su maestro, su marido, sus amigos habían muerto; la señora Falconet compró en 1791 el dominio de Marimont (comuna de Bourdonnay, Mosela), donde se jubiló y vivió una vida pacífica. Está allí enterrada.

## Obras
En el Museo del Hermitage en San Petersburgo:
- Busto de Falconet
- Busto de Diderot
- Busto de Voltaire
- Busto de Enrique IV
- Busto de Sully, Maximilien de Béthune

- Busto de Pedro el Grande, varios bustos de Catalina II

(Lugar por determinar)
- - Busto de Catalina II (probablemente en el Museo del Hermitage)[5]

En el Museo Ruso de San Petersburgo:
- Retrato de Pedro el Grande
- Medallón del conde Grigori Orlov Grégorevitch

En el Palacio de Mármol de San Petersburgo:
- Busto del gran duque Pablo
- Busto de la Gran Duquesa Natalia

Palacio en Tsarskoye Selo en San Petersburgo:
- Busto de muchacha rusa

En el Museo del Louvre en París:
- Presunto Retrato de Pedro el Grande
- Presunto Retrato de Étienne Noël Damilaville
- Presunto Retrato de María Cathcart, hija del embajador de Gran Bretaña en San Petersburgo

En el Museo de Bellas Artes de Nancy:
- Retrato de Falconet[7]
- Retrato de su esposo Pierre-Etienne Falconet

Colección Earl Cathcart, Sandridge, Reino Unido:
- Mármol medallón de Lady Cathcart

Colección privada:
- Retrato de Melchior Grimm[8]
- Retrato de Dmitry Alekseevich Galitzine